# Oscar oázisa
Az Oscar oázisa (eredeti címén Oscar et Co, angolul Oscar's Oasis vagy Ooohhh Asis) gyerekeknek szóló francia 3D-s animációs sorozat, amely 2010-ben készült. A műsor 7 percig tart, és 78 epizódja van. Külföldön a Canal+, illetve a TF1 csatornák sugározzák 2010. szeptember 4. óta.[forrás?] Magyarországon a Nickelodeon, a Minimax[forrás?] és a Megamax vetítette.

## Cselekménye
A műsor egy Oscar nevű gyíkról szól, aki a sivatagban éli eléggé szerencsétlen életét, hiszen mindenki ellene tevékenykedik, főleg egy Popy nevű sivatagi róka, egy Buck nevű keselyű és egy Harchi nevű hiéna. Oscar a sivatagban mindig élelem és ital után kutat, de ezeket a dolgokat csak egy oázis biztosítja. Időnként azonban összefognak egymással, ha a helyzet úgy adódik.